# Joanna Overing
Joanna Overing, née le 12 août 1938 à Takoma Park au Maryland, est une ethnologue et écrivain américaine. Elle a réalisé de nombreuses recherches en égalitarisme, genre, linguistique, anthropologie philosophique, cosmologies indigènes, esthétique et ethnographie de l'Amazonie. Elle a notamment réalisé une grande partie des études sur le peuple amérindien des Piaroas au Venezuela.

## Diplômes universitaires
- Baccalauréat ès arts (licence) en histoire de l'université Duke et de l'université du Connecticut[2].
- Master of Arts  (mastère.) en histoire de l'université du Connecticut[2].
- Doctorat en anthropologie (Ph.D.), à l'université Brandeis[2].

## Emplois précédents
- Professeur émérite à l'université de St Andrews, département d'anthropologie sociale et chercheuse au sein du CAS (Centre d'études sur les Amérindiens, l'Amérique latine et les Caraïbes).
- Postes d'enseignement à l'université Vanderbilt, à la London School of Economics (conjointement avec une nomination pendant de nombreuses années à l'Institut d'études latino-américaines, Université de Londres), puis professeur titulaire en anthropologie sociale au département d'anthropologie sociale de l'université de St Andrews, où elle était également directrice du centre d'études autochtones de l'Amérique et d'échange (CIASE).